# Леопардова жаба
Леопардовите жаби (Lithobates pipiens) са вид земноводни от семейство Водни жаби (Ranidae).
Срещат се в голяма част от Северна Америка.
Таксонът е описан за пръв път от Йохан Кристиан фон Шребер през 1782 година.